# الفنون البصرية في السعودية
بدأت أولى أشكال الفنون البصرية في السعودية قبل أكثر من 60 عاماً عندما افتتح أول معرض للنشاطات المدرسية في تاريخ التعليم الحكومي سنة 1373 / 1953، والذي عرض فيه الفنان عبدالحليم رضوي أعماله الفنية المبكرة، تلا ذلك افتتاح الملك سعود بن عبد العزيز أول معرض فني على مستوى السعودية، أقامته وزارة المعارف آنذاك (وزارة التعليم حالياً) سنة 1378 / 1958. وقد كانت هذه البدايات الأولى للفن التشكيلي السعودي بمفهومه الحديث، لينضم إلى فنون سبقته مثل الخط العربي والأعمال الحرفية، التي كانت لقرون تمثل البعد الجمالي البصري في الحياة الاجتماعية لمجتمعات الجزيرة العربية.
كانت الحرف اليدوية، التي صبغت بأشكالها المتنوعة منتجات الحياة اليومية من زخارف وأدوات وزينة ولباس، شكلاً من أشكال الممارسة الفنية في المجتمع السعودي في فترة ما قبل التحديث. وعلى خلاف الفنون الحديثة، لم تكن الحرف اليدوية تقتصر على وظيفتها الجمالية، بل ارتبطت بسبل العيش، حيث تنشط بشكل موسمي في الأسواق. كما احتل الخط العربي رمزية عالية لارتباطه بتدوين القرآن الكريم، وتمتع بتقاليد مستقرة تتجاوز الممارسة المحلية، إذ كان يتم توارثه عن طريق نظام الإجازة، بالإضافة إلى كونه أول الفنون ارتباطاً بالتعليم النظامي مع تأسيس مدارس الفلاح في كل من جدة ومكة عام 1323 / 1905، التي تخرج منها الخطاط الشيخ محمد طاهر الكُردي الذي ترك كتابات عديدة في هذا الفن، وبعدها في المعهد العلمي السعودي بمكة الذي يعد أول مدرسة نظامية في العهد السعودي، حيث درس في المعهد آنذاك الخطاط محمد أديب، وهو الذي عُهد إليه وضع التصاميم الفنية للعملات النقدية والطوابع البريدية في عهد الملك عبد العزيز.

## الخطوات الأولى للفنون البصرية الحديثة
يشكل إدراج وزارة المعارف (وزارة التعليم حالياً) لمادة الرسم والأشغال الفنية في التعليم العام للبنين عام 1377 / 1957، وللبنات عام 1379/ 1959، النواة الأولى للفن التشكيلي في السعودية. فقد ساهم التعليم العام في بداياته بالتعريف بفن الرسم رغم محدودية الأدوات الفنية والموارد البشرية، حيث كانت تعقد دورات صيفية تدريبية مكثفة لمعلمي التربية الفنية في الفترة ما بين 74 - 1384 /54 - 1964، قام بالتدريس فيها مجموعة من الفنانين العرب، إلى جانب فنانين سعوديين مثل عبد الحليم رضوي. وقد شارك رضوي في التدريس في هذه الدورات بعد تخرجه مباشرة من أكاديمية الفنون الجميلة بروما، بعدما ابتُعث إليها في أوائل الستينيات الميلادية كجزء من مجهودات وزارة المعارف في ابتعاث مجموعة من السعوديين لدراسة الفنون خارج السعودية. وكان ممن التحق بدفعات هذه البعثات أيضاً مجموعة من الفنانين السعوديين الرواد مثل محمد السليم ومحمد الصقعبي وضياء عزيز ضياء وأحمد فلمبان وغيرهم ممن مثلوا الحضور الأول للفن الجديد آنذاك من خلال المعارض الفنية الجماعية والفردية.
ظهر النشاط السعودي على الساحة الفنية في المعارض الأولى التي كانت تقام في المدارس والأندية الرياضية، كمعرض الفنان عبد العزيز الحماد الأول في المدرسة الخامسة بالدمام عام 1386 /1966، ومعرض الفنان محمد السليم في نادي النصر بالرياض عام 1387 / 1967 7. كما شهدت الطليعة الأولى حضوراً نسائياً، إذ أقامت الفنانتان صفية بن زقر ومنيرة موصلي معرضهما الثنائي الأول بمقر مدرسة دار التربية الحديثة للبنات بجدة عام 1388 / 1968. وصاحب تلك الفترة ظهور صحافة فنية ضمن ملاحق الصحف الثقافية، أو تخصيص صفحات تشكيلية شارك في تحريرها فنانين مثل عبد الجبار اليحيا، ولاحقاً عبد الرحمن السليمان ومحمد المنيف. كما كان للفنانين أيضاً مبادرات مجتمعية تجاوزت المعارض الشخصية، من هذه المبادرات مركز الفنون الجميلة بجدة الذي أسهم في تأسيسه عبد الحليم رضوي عام 1387 / 1968، تحت مظلة وزارة المعارف، ودار الفنون السعودية بالرياض التي أسسها محمد السليم في 1399 / 1979.
غير أن العلامة الفارقة في ولادة الوسط التشكيلي كانت مع إنشاء معهد التربية الفنية للمعلمين بالرياض عام 1385 /1965، فمع غياب الأكاديميات المتخصصة في الفنون الجميلة، مارس المعهد التعليمي في غرضه -أي تخريج معلمي التربية الفنية- دور هذه الأكاديميات، وضم طاقمه التعليمي فنانين عرب كبار من أمثال العراقيين شاكر حسن آل سعيد وسعدي الكعبي - والذي نظمت وزارة الثقافة معرض لأعماله باسم "بعد حين".
في الرياض عام 2020، خرج المعهد أولى دفعاته عام 87-1388 /67-1968، التي ضمت العديد من رواد الفن التشكيلي السعودي مثل علي الرزيزاء ومحمد الرصيص ومنصور كردي ومحمد المنيف وعبد الحميد البقشي وعبد الله حماس وغيرهم. وأسهم المعهد في تكوين الخلفية الفنية الأساسية لكثير من فناني السعودية، كما ساعد على نشر إنتاجهم في معرض سنوي يقيمه نهاية كل سنة دراسية. وبعد أن أسس المعهد الجيل الثاني وجزءاً من الجيل الثالث من الفنانين التشكيليين السعوديين، أغلق أبوابه عام 1410 /1990.
بالإضافة إلى دور المعهد المركزي، قامت إدارة رعاية الشباب بالمساهمة في المشهد الفني التشكيلي السعودي، فأقامت أول معارضها عام 1389 / 1969، قبل أن تُفصل عن وزارة العمل والشؤون الاجتماعية في كيان مستقل يحمل اسم الرئاسة العامة لرعاية الشباب، لتصبح هي الحاضن الرئيس لأنشطة الفنانين بتقديم الدعم وتنظيم المعارض والجوائز، حيث كان يتم ذلك من خلال الإدارة العامة للنشاطات الثقافية في الرئاسة ومن خلال إشرافها ودعمها "للجمعية العربية السعودية للثقافة والفنون" التي تأسست عام 1394 / 1974، وأصبحت كلتاهما معاً المحور المؤسسي لمجال الفنون التشكيلية، بحيث قدمتا للفنون البصرية السعودية الدعم المادي والرمزي من خلال الجوائز والشهادات التقديرية. إذ برز الدعم الذي قدمته الرئاسة في المعارض المتنوعة التي تقيمها، يأتي على رأسها "المعرض العام للمقتنيات" الذي أقيمت أول نسخة منه عام 1396 / 1976، وكان "يهدف إلى اقتناء أكبر عدد ممكن من الأعمال الفنية تشجيعاً لجميع المستويات من الفنانين والفنانات بالسعودية"، وكذلك "معرض الفن السعودي المعاصر"، الذي انطلقت نسخته الأولى عام 1399 / 1979، وكان يقدم جوائز ومكافآت مالية للفائزين في مجالات التصوير التشكيلي والرسم التشكيلي والفن التطبيقي، ويأتي كأحد أهم الأحداث الفنية في السعودية خلال العام.

## الفنون البصرية خارج جدران المعارض والمعاهد
لم يكن لمجال الفن التشكيلي السعودي الناشئ والمحدود في عقوده الأولى فرص كبيرة للاحتكاك بالمجتمع على نطاق واسع، إذ تحكي تجارب بعض الرواد كيف خلت معارضهم من الزوار، وكيف علت نظرات الاستغراب وجوه بعض مرتاديها. ومن حسن الحظ، كانت فكرة "تجميل المدن" لرائدها محمد سعيد فارسي- أمين جدة سابقاً- منفذاً للأعمال الفنية خارج نخب المتذوقين، ففي عام 1388 / 1968، تم تنفيذ أول عمل فني في شوارع جدة لعبد الحليم رضوي،  تلته أعمال أخرى لفنانين سعوديين آخرين، بالإضافة إلى عشرات التراكيب والمنحوتات لاحقاً لفنانين أجانب، لتتحول ميادين جدة خلال عقدين من الزمن إلى معرض فني مفتوح. وتشي هذه التجربة بتطور آخر، وهو ظهور شكل من أشكال الرعاية الخاصة للفن، أي مساهمة المال الخاص في دعم الفن، حيث تم تمويل تنفيذ الكثير من هذه الأعمال عبر مساهمات تجار مدينة جدة. لم تقتصر هذه التجربة على جدة، إذ تبعتها أمانات أخرى، فجملت منحوتات محمد السليم وسعد العبيد وعلي الرزيزاء المنطقة الوسطى، وأعمال الفنانين محمد الصندل وعبد الرحمن حافظ وأحمد المغلوث المنطقة الشرقية.
استمرت أعمال الفنانين السعوديين النحتية والجداريات في تزيين المطارات السعودية مثل مطار الملك خالد الدولي بالرياض، مطار الملك فهد الدولي بالدمام، ومطار الملك عبدالعزيز الدولي بجدة وغيرها من المنشآت الحكومية في الثمانينيات والتسعينيات. وبرغم الانتشار السريع للمجسمات الفنية، إلا أن فن التصوير التشكيلي ظل المجال الطاغي على ساحة الفنون البصرية في السعودية حتى مطلع الألفية الثالثة.

## ضعف البنية واستمرارية الإنتاج
واصلت الإدارة العامة للنشاطات الثقافية في الرئاسة العامة لرعاية الشباب إلى جانب الجمعية العربية السعودية للثقافة والفنون، رعايتها للفنون بفعالية على مدى عقد من الزمان قبل أن يعتري نشاطها شيء من الركود منتصف الثمانينيات الميلادية، الأمر الذي أدى إلى تراجع ملحوظ في تطور الفنون البصرية وحضورها المجتمعي، كما لم يرافق النمو في عدد أقسام التربية الفنية، تطور نوعي يواكب المشهد، إذ ظل تعليم الفنون محصوراً بالنطاق التربوي. غير أنه في هذه المرحلة، مرحلة نهاية الثمانينيات/بداية التسعينيات، أدت مؤسسات عامة غير معنية بشكل مباشر بالفن أدواراً رعائية من خلال توفير مساحات معقولة للنشاط الفني. من هذه الجهات الحرس الوطني السعودي الذي نظم في تلك الفترة معارض سنوية للفن التشكيلي ضمن فعاليات مهرجان الجنادرية الذي انطلق عام 1405 / 1985، كما أطلقت الخطوط الجوية العربية السعودية مبادرة مسابقة "ملون السعودية" التي استمرت لعدة أعوام ابتداءً من 1412 / 1992. وكذلك قرية المفتاحة التي تم افتتاحها عام 1410 / 1989 في أبها، حيث احتوت على 12 مرسماً وصالات عرض، والتي ما تزال إلى اليوم محط الاهتمام والتطوير من قبل وزارة الثقافة.
لم يترتب على ضعف البنية التحتية وقلة الدعم انعدام الممارسات الإبداعية، إذ استمرت المواهب في الظهور بأجيال جديدة من الفنانين، من تناقل الخبرة بين الفنانين إلى محاولات التجديد في الأساليب والمجالات الفنية. فمن أعمال صفية بن زقر وعبد الجبار اليحيا الواقعية التي تعكس الحياة الاجتماعية الشعبية إلى التصوير الانطباعي عند عبد الله الشلتي لطبيعة عسير وأعمال عبد الحميد البقشي السريالية في السبعينيات، ظهر قدر من التنوع في الأساليب مع توظيف كبير لعناصر التراث لدى الأجيال الأولى، كما تأثروا كذلك بالمدرسة الحروفية العربية التي استمرت في أعمال جيل الثمانينيات المقارب للأجيال التي سبقته. ومع هذا التنوع والتراكم في التجارب الفنية، إلا أن تطوير الأساليب الفردية التي تخرج عن الأنماط العامة في العقود الأولى من التجربة التشكيلية السعودية لم يكن يُستقبل بترحيب كبير، رغم وجود بعض المحاولات التجديدية.
من أبرز ما يمكن ملاحظته في هذه المرحلة -أي ما بعد منتصف الثمانينيات الميلادية إلى منتصف التسعينيات- هو مجهودات الفنان السعودي الفردية والجماعية في محاولة تطوير الوسط الفني وتوفير البيئة الداعمة له رغم شح الموارد المادية والدعم المعنوي من الجمهور. نجد هذا الأمر في انتشار المجموعات الفنية على مستوى السعودية مثل بيت التشكيليين في جدة، الذي بدأ نشاطاته عام 1414 / 1993، ونظم عدداً من المعارض وورش العمل للفنانين والناشئين، كما أصبح لاحقاً تحت إشراف الرئاسة العامة لرعاية الشباب، حيث استقبل في معرضه الدائم حينئذ العديد من الوفود الدولية، وكذلك جماعة فناني المدينة المنورة النشطة والمستمرة إلى اليوم، وجماعة درب النجا التشكيلية من جازان، وجماعة عشتاروت التشكيلية وجماعة الفنون التشكيلية في نادي الفنون بالقطيف، وغيرها من المجموعات التي هيأت أوساط تجمع للفنانين، رغم الانقطاعات التي اعترت استمراريتها. ظهرت فاعلية الفنان أيضاً في مبادرات أهلية أكثر تنظيماً، كالمركز السعودي للفنون التشكيلية الذي أسسته الأميرة نورة بنت بدر والفنانة منى القصبي في جدة عام 1409 / 1988، والذي نظم عدداً كبيراً من المعارض، بالإضافة إلى تركيزه على نشر الوعي والتدريب الفني عن طريق ورش العمل المتخصصة.